# Ship Arriving Too Late to Save a Drowning Witch
Ship Arriving Too Late to Save a Drowning Witch es un álbum del músico y compositor norteamericano Frank Zappa editado en mayo de 1982 y remasterizado para su edición en CD en 1991. Contiene cinco composiciones de Zappa, y una, "Valley Girl", conjunta con su hija Moon Zappa quien, además, ponía una de las partes vocales a la canción.
El LP oríginal contenía una nota que decía: "Este álbum ha sido grabado para sonar correctamente con altavoces JBL 4311 o equivalentes. Los mejores resultados se conseguirán si ajusta su amplificador en plano con el loudnes quitado. Antes de añadirle bajos y agudos al sonido del álbum, sería aconsejable que probara de esta forma primero. F.Z."

## Lista de canciones

### Cara A
1. "No, Not Now" - 5:50
2. "Valley Girl" - 4:49
3. "I Come from Nowhere"- 6:13

### Cara B
1. "Drowning Witch" - 12:03
2. "Envelopes" - 2:46
3. "Teen-Age Prostitute" - 2:43

## Personal
- Frank Zappa – Guitarra, voz
- Steve Vai – Guitarra
- Ray White – Guitarra rítmica, voces
- Tommy Mars – Teclados
- Bobby Martin – Teclados, saxofón, voces
- Ed Mann – Percusión
- Scott Thunes – Bajo en "Drowning Witch", "Envelopes", "Teen-age Prostitute", y "Valley Girl"
- Arthur Barrow – Bajo en "No Not Now" y la primera parte de "I Come From Nowhere"
- Patrick O'Hearn – Bajo durante el solo de guitarra de "I Come From Nowhere"
- Chad Wackerman – Batería
- Roy Estrada – Voces
- Ike Willis – Voces
- Bob Harris – Voces
- Lisa Popeil – Voces en "Teen-Age Prostitute"
- Moon Unit Zappa – Voces en "Valley Girl"